# Lista de deputados estaduais do Piauí da 7.ª legislatura
Esta é a lista de deputados estaduais do Piauí para a legislatura 1971–1975.

## Composição das bancadas
| Partido | Líder                | Bancada | Posição  |
| ------- | -------------------- | ------- | -------- |
| ARENA   | Wilson Brandão       | 17 / 21 | Governo  |
| MDB     | Francisco Figueiredo | 4 / 21  | Oposição |

## Deputados estaduais
O placar das bancadas apontava dezessete a quatro para a ARENA frente ao MDB, ou seja, o governo detinha mais de 80% das vagas.
| Número | Deputados estaduais eleitos | Partido | Votação | Percentual | Cidade onde nasceu       | Unidade federativa |
| 15170  | Francisco Figueiredo        | MDB     | 10.976  | 3,34%      | União                    | Piauí              |
| 15910  | Filadelfo de Castro         | MDB     | 9.154   | 2,78%      | Nova Iorque              | Maranhão           |
| 11421  | Waldemar Macedo             | ARENA   | 8.419   | 2,56%      | São Raimundo Nonato      | Piauí              |
| 11520  | Afrânio Nunes               | ARENA   | 8.390   | 2,55%      | Amarante                 | Piauí              |
| 11913  | Wilson Brandão              | ARENA   | 8.343   | 2,54%      | Pedro II                 | Piauí              |
| 11112  | João Lobo                   | ARENA   | 7.834   | 2,38%      | Floriano                 | Piauí              |
| 11135  | Edson Martins               | ARENA   | 7.723   | 2,35%      | Bertolínia               | Piauí              |
| 11456  | Walmor Carvalho             | ARENA   | 7.682   | 2,34%      | Oeiras                   | Piauí              |
| 15369  | Oscar Eulálio               | MDB     | 7.511   | 2,28%      | Picos                    | Piauí              |
| 11587  | Raimundo Urtiga             | ARENA   | 7.451   | 2,27%      | São José da Lagoa Tapada | Paraíba            |
| 11426  | Ribeiro Magalhães           | ARENA   | 7.303   | 2,22%      | Piracuruca               | Piauí              |
| 11141  | Pedro Portela               | ARENA   | 7.162   | 2,18%      | Valença do Piauí         | Piauí              |
| 11771  | Carvalho e Silva            | ARENA   | 7.161   | 2,18%      | Teresina                 | Piauí              |
| 11187  | Humberto Silveira           | ARENA   | 7.132   | 2,17%      | Jaicós                   | Piauí              |
| 11973  | Djalma Veloso               | ARENA   | 7.091   | 2,16%      | Valença do Piauí         | Piauí              |
| 11917  | Bona Medeiros               | ARENA   | 7.052   | 2,14%      | União                    | Piauí              |
| 11798  | Roberto Raulino             | ARENA   | 6.994   | 2,13%      | Altos                    | Piauí              |
| 11429  | José de Castro              | ARENA   | 6.950   | 2,11%      | São Raimundo Nonato      | Piauí              |
| 11822  | Wilson Parente              | ARENA   | 6.456   | 1,96%      | Cristino Castro          | Piauí              |
| 11870  | Josefina Costa              | ARENA   | 6.335   | 1,93%      | São Raimundo Nonato      | Piauí              |
| 15683  | Nogueira Filho              | MDB     | 5.884   | 1,79%      | Pedro II                 | Piauí              |